# Текодонтозавр
Текодонтозавр (лат. Thecodontosaurus — «ящер с собранными зубами») — род динозавров подотряда завроподоморф.
Назван из-за зубов, сидящих в очень отличительных гнёздах. Очень примитивен. Внешне схож с анхизавром, за исключением более длинной шеи и хвоста и некоторых других особенностей. Этот род известен по более чем ста животным — как скелетам, так и отдельным костям, как подросткам, так и взрослым животным длиной до 2,6 м и весом 40—70 кг.
Обитал, в основном, на территории нынешней Англии (поздний триас — ранняя юра, 215—195 млн лет назад).